# El HuffPost
El HuffPost (anteriormente conocido como El Huffington Post) es la edición española del diario en línea estadounidense The Huffington Post. Está dirigido por el periodista David Fernández Sanchidrián. El lanzamiento oficial se produjo el martes 7 de junio de 2012 a las 00:40 horas.
La versión en castellano pertenece a PRISA Noticias. La edición española se une a otras ediciones internacionales del medio estadounidense.
En octubre de 2020, El HuffPost era el noveno medio de comunicación más leído en España, el cuarto entre los nativos digitales, al superar los 13,3 millones de lectores mensuales, según datos de Comscore. Desde su fundación ha contado con periodistas como Montserrat Domínguez, Guillermo Rodríguez, Daniel Ventura, Laura Riestra, Lucía González, Delia Rodríguez, Daniel Basteiro, Antonio Ruiz Valdivia, María Porcel, Vanesa Rodríguez, Rodrigo Carretero, Margarita Lázaro, Carlota E. Ramírez, Pilar Portero, Ana Cañil y Carmen Rengel.